# Marguerite Typ A
Der Marguerite Typ A war ein Personenwagen.

## Hersteller und Bauzeit
Das französische Unternehmen Société A. Marguerite aus Courbevoie begann etwa 1922 mit der Produktion von Automobilen. Der Marguerite Typ A war das erste Modell des Herstellers. Die Produktion fand ab etwa 1922 statt und endete etwa 1923.

## Fahrzeug
Das Fahrzeug wurde als Cyclecar bezeichnet. Beim Fahrgestell handelte es sich um ein konventionelles Fahrgestell mit Frontmotor und Hinterradantrieb. Für den Antrieb sorgte ein Zweizylinder-Einbaumotor von Train mit 995 cm³ Hubraum. Die Fahrzeuge entstanden in der Karosseriebauform offener Roadster, möglicherweise auch als geschlossene Limousinen.

## Produktionszahl
Zwölf Exemplare des Fahrzeugs wurden hergestellt.

## Lieferungen  von Fahrgestellen an andere Unternehmen
Automobiles M.S. bezog Fahrgestelle dieses Modells, komplettierte die Fahrgestelle zu kompletten Autos und bot diese Fahrzeuge unter dem Markennamen M.S. an.